# ناتان ارل
ناتان ارل (انگلیسی: Nathan Earle؛ زادهٔ ۴ ژوئن ۱۹۸۸) دوچرخه‌سوار اهل استرالیا است.
از باشگاه‌هایی که در آن بازی کرده‌است می‌توان به تیم دوچرخه‌سواری دراپاک، تیم اسکای، و تیم دوچرخه‌سواری آکادمی اسرائیل اشاره کرد.